# Čuvar plaže u zimskom periodu
Pour plus de détails, voir Fiche technique et Distribution.
Čuvar plaže u zimskom periodu (serbe : Чувар плаже у зимском периоду) est un film yougoslave réalisé par Goran Paskaljević, sorti en 1976.

## Fiche technique
- Titre original : Čuvar plaže u zimskom periodu[1],[2], Чувар плаже у зимском периоду
- Réalisation : Goran Paskaljević
- Scénario : Gordan Mihić
- Décors : Dragoljub Ivkov
- Costumes : Mirjana Ostojić
- Photographie : Aleksandar Petković
- Montage : Olga Skrigin (sr)
- Musique : Zoran Hristić
- Pays d'origine : Yougoslavie
- Format : Couleurs - 35 mm - 2,35:1 - Mono
- Genre : comédie dramatique
- Durée : 90 minutes
- Date de sortie :
  - Yougoslavie : 24 mars 1976

## Distribution
- Irfan Mensur : Dragan Pasanovic
- Gordana Kosanovic : Ljubica Miladinovic
- Danilo Stojković : Milovan Pasanovic, le père de Dragan
- Mira Banjac : Milenija Pasanovic, la mère de Dragan
- Dara Čalenić : tante Cana
- Bata Živojinović : le père de Ljubica
- Pavle Vujisić : Buda
- Ružica Sokić : Udovica

## Distinctions
- Festival du film de Pula 1976 : meilleur réalisateur et meilleurs décors